# Distrito de Quilca
El distrito de Quilca es uno de los ocho que conforman la provincia de Camaná, ubicada en el departamento de Arequipa en el Sur del Perú.
Desde el punto de vista jerárquico de la Iglesia católica forma parte de la Prelatura de Chuquibamba en la Arquidiócesis de Arequipa.

## Historia
Los primeros habitantes fueron los changos, tribu rebelde del Tahuantinsuyo que se estableció en los valles de Ocoña, Camaná y Tambo y que posteriormente fueron sometidos por el inca Tupac Inca Yupanqui. 
Según Pedro Cieza de León, los naturales de Quilca abonaban sus maizales con estiércol de aves marinas recogido en las islas cercanas. Al referirse a la creación de Arequipa, señala que fue fundada en el valle de Quilca:

Desde la ciudad de los Reyes hasta la de Arequipa hay ciento y veinte leguas. Esta ciudad esta puesta y edificada en el valle de Quilca, catorce leguas de la mar, en la mejor parte y más fresca que se halló conveniente para el edificar. [...] Esta ciudad de Arequipa, por tener el puerto de la mar tan cerca, es bien proveída de los refrescos y mercaderías que traen de España.

Quilca llegó a ser el principal puerto de Arequipa hasta 1826. 
A finales del Virreinato, en la última etapa de la guerra por la Independencia, fue usado por los realistas. Por aquí embarcó a España La Serna, el último virrey del Perú y fue guarida del glorioso monitor Huáscar. En 1540 Francisco Camargo, a cargo de un navío español con mercaderías para Charcas, Cuzco y Arequipa, desembarco en el puerto de Quilca.
Con Decreto sin número de fecha 22 de enero dada por el Libertador Simón Bolívar Presidente de la República de Colombia, encargado del Poder Dictatorial de la del Perú, Habilita como Puerto Mayor a Quilca, en mérito a la concurrencia de Buques mercantes y la utilidad que resulta a la República este tráfico.
Por Ley del 2 de enero de 1857, que dispone las primeras Elecciones Municipales en todo el Perú, Quilca es considerado Distrito de la Provincia de Camaná; luego por creación de la Provincia de Islay, Quilca pasa a conformar esta nueva Provincia juntamente con los Distritos de Islay y Tambo, hasta la nueva creación de la Provincia de Islay por Ley Publicada el 3 de enero de 1879, Quilca retorna a la Provincia de Camaná.
Después de la capitulación de Ayacucho, el virrey la Serna y sus generales derrotados, fueron embarcados en la Goleta "Ernestina" desde el Puerto de Quilca, sellando la independencia del yugo español.
El Ejército restaurador realizó sus operaciones contra la Confederación Perú-Boliviana a través del Puerto de Quilca; siendo este un puerto muy conocido por los navegantes de la época.
Hubo una versión que el Monitor Huáscar comandado por Miguel Grau se "escondían" en la caleta de Quilca, sin embargo resultó ser falsa, pues según la bitácora del Huáscar, no se registra anotación alguna que avale esta historia.

## Geografía
Quilca es un distrito asentado en la parte sudeste de la Provincia de Camaná, Departamento y Región Arequipa, creado por ley N.º 12301 del 3 de mayo de 1955. Tiene una extensión superficial de 912,5 km², representando el 22,8 % de la superficie de la Provincia de Camaná y el 1,5 % de la superficie de la Región Arequipa.
Está situado a una altitud que va desde los 0 m s. n. m. hasta los 200 m s. n. m. Sus coordenadas geográficas son 16° 42’ 45” de Latitud Sur y 72° 25’ 24” de Longitud Oeste.
El único acceso a Quilca se ubica a la altura del "km 845" de la Carretera Panamericana Sur, en el sector denominado El Cruce, en el que existe un desvío que conduce a través de una carretera afirmada que bordea el mar (que coincide con el trazo de la Carretera Costanera), hacia el A.H. La Caleta de Quilca y A.H. Pueblo de Quilca, los mismos que se ubican a una distancia de 29 km partiendo de este punto y a 33 km desde la ciudad de Camaná.
De allí a una distancia de 3 km aproximadamente se accede, a través de una trocha carrozable, al Valle de Quilca, ubicado entre la confluencia del Río Siguas y el Río Vítor en Huañamarca, hasta su desembocadura en el Mar Peruano, en ambas márgenes del Río Quilca.
Su cauce recorre una longitud de 315 km, irrigando 1.200 ha de cultivo.

## Islas
El distrito comprende las Islas de Hornillos, islas loberas, con una extensión superficial de 0,25 km²

### Geología
Al oeste del Puerto de Quilca se sitúa un estratovolcán.
En la Playa la Miel abundan cantos rodados de Gneis cuarcífero, erosionados por la acción del mar, cerca a la bocatoma de la Playa en el Barranco se pueden encontrar pequeñas cantidades de alguna especie de Mica, probablemente Moscovita (por su hábito laminar).

## Autoridades

### Municipales
- 2019-2022[5]
  - Alcalde: Henry Raúl Cáceres Bedoya, Partido Acción Popular (AP).
  - Regidores: Julia Mendoza Pinto (AP), Naldy Ruth Huarcaya Del Carpio (AP), Ideyvi Milagros Torres Díaz (AP), Juan Condori Condori (AP), José Daniel Cáceres Juárez (Fuerza Arequipeña).
- 2007-2010
  - Alcalde: Henry Raúl Cáceres Bedoya.

### Religiosas
- Obispo Prelado: Mons. Mario Busquets Jordá.

## Festividades
- Virgen de la Candelaria.
- Las cruces.
- San Pedro.
- Señor de los Milagros.

## Turismo

### La Caleta de Quilca
La Caleta de Quilca se encuentra al extremo sur de la costa arequipeña, sobre el Pacífico. El puerto de Quilca conjuntamente con el puerto de La Planchada fueron los puertos mayores de la provincia. El puerto de Quilca tuvo tiempos mejores, cuando era puerto de embarque de ganado y de productos agropecuarios procedentes del interior del departamento. 

### La Pedregosa
La Pedregosa que es una playa más abierta, como su propio apelativo lo expresa esta se caracteriza por ser una zona rocallosa y de color oscuro, contrastado con el color blanquecino, como especie de lava, que se destaca en esta parte del litoral, cuenta con numerosos islotes en su entrada hacia el mar. Esta playa es azotada por la fuerza del mar, especialmente, durante los meses de invierno.

### Playa la Miel
Es una playa encerrada por unos riscos que le permiten un aspecto parecido al de una caleta, terminando así en una playita de arena con aguas tibias y calmada y está formada por un borde no arenoso, constituyendo un lugar de veraneo y convirtiéndose en un lugar ideal para a acampar y es una playa exótica y una de las más bellas del Departamento de Arequipa. Desde allí se pueden observar sus puestas de sol. También se pueden encontrar excelentes cristales de Moscovita en sus alrededores. 

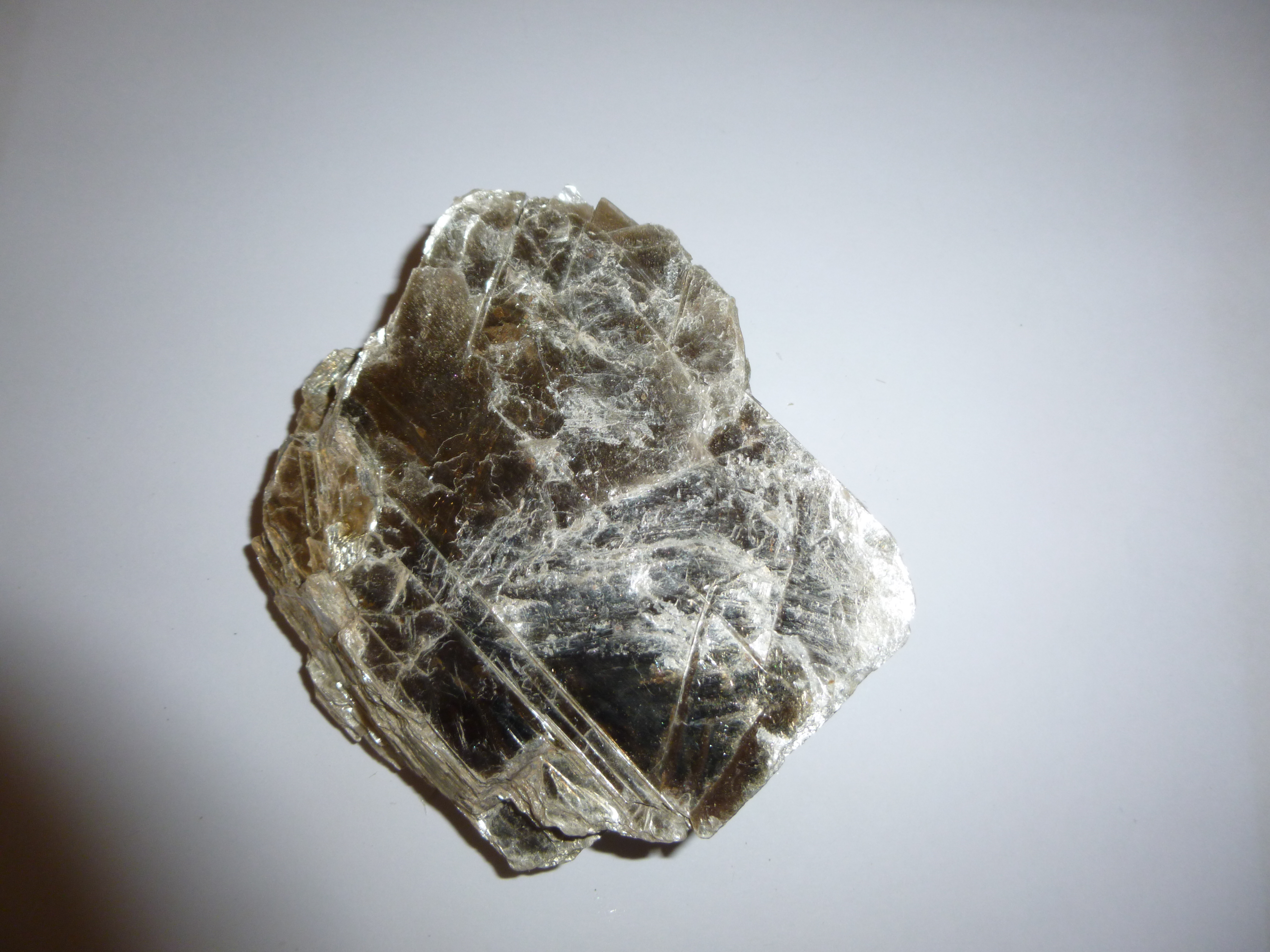
Cristales Laminares de Moscovita, hallados cerca a Playa La Miel

### La Caleta San José y la francesa
Este lugar obtuvo en tres oportunidades el premio Mejor Playa Natural y contiene una fauna muy grande debido a la poca presencia humana. Ubicada en la provincia de Camaná y solo se puede llegar en lancha es un lugar de albergue para turistas. Su arena fina y aguas tranquilas lo hacen un lugar perfecto para bañarse, hacer Trekking, Kayaking y pesca.

### La Punta de Hornillos e islas Loberas
Es un área protegida por el estado peruano .Es uno de los 22 islas e islotes y 11 puntas. Está conformado por el departamento de Arequipa , Camaná , Quilca , Casi limitando con el distrito de Matarani .Su impresionante fauna como Lobos Marinos , Pingüinos , Delfines , Pelicanos y que ya no se ven el Pejeperro lo hacen un lugar turisto muy valorado.

### Petroglifos de Pacaycitos
Los petroglifos de Pacaycitos se encuentran entre el camino de la panamericana , se pueden observar dibujos zoomorfos como llamas , Peces y aves etc.